# Вулиця Паньківського
Вулиця Паньківського — вулиця у Шевченківському районі міста Львів, місцевість Замарстинів. Пролягає від вулиці Інструментальної углиб мікрорайону, завершується глухим кутом.

## Історія та забудова
Вулиця виникла у першій третині XX століття у складі села Замарстинів, не пізніше 1930 року отримала назву вулиця Галлера, на честь польського військового діяча Юзефа Галлера, проте вже 1934 року перейменована на вулицю Галлерчиків, на честь військового корпусу, яким командував Ю. Галлер. У роки нацистської окупації, з 1943 року по липень 1944 року мала назву Вітольд Небенґассе. Із встановленням у Львові радянської влади, у 1946 році отримала назву Будьоннівців. У 1958 році до вулиці приєднали сусідню бічну вуличку. Сучасну назву вулиця отримала вже за часів незалежності, у 1991 році, на честь Степана Паньківського, січового стрільця, який 1 листопада 1918 року вперше підняв синьо-жовтий прапор на львівській ратуші. Цікаво, що з 1943 року по липень 1944 року назву Паньківскіґассе (з нім. — провулок Паньківського) мала сусідня вулиця Нафтова.
На вулиці збереглася старовинна садибна забудова старого Замарстинова. Будинок № 6-Б — десятиповерховий житловий будинок, зведений наприкінці XX століття.